# 邦维奇诺
邦维奇诺（義大利語：Bonvicino），是意大利库内奥省的一个市镇。总面积7平方公里，人口118人，人口密度16.9人/平方公里（2009年）。ISTAT代码为004023。